# Pinkhuri
Pinkhuri – gaun wikas samiti w środkowej części Nepalu w strefie Dźanakpur w dystrykcie Ramechhap. Według nepalskiego spisu powszechnego z 2001 roku liczył on 410 gospodarstw domowych i 2316 mieszkańców (1199 kobiet i 1117 mężczyzn).